# Ryszard Kaczyński (siatkarz)
Ryszard Kaczyński (ur. 21 lutego 1960) – polski siatkarz, mistrz i reprezentant Polski.

## Kariera sportowa
Był zawodnikiem Stali Stocznia Szczecin. Ze szczecińskim debiutował w ekstraklasie w sezonie 1981/1982, jednak jego zespół spadł do II ligi, następnie powrócił do I ligi w sezonie 1983/1984, a jego zespół zdobył brązowy medal. W kolejnych latach był podstawowym zawodnikiem Stali i sięgnął z nią po mistrzostwo Polski w 1985 i 1987, wicemistrzostwo Polski w 1986 i 1988 oraz brązowy medal w 1989.
W 1979 reprezentował Polskę na mistrzostwach Europy juniorów, zajmując z drużyną 8. miejsce. W latach 1985–1986 wystąpił w 61 spotkaniach reprezentacji Polski seniorów, w tym na mistrzostwach Europy w 1985 (4. miejsce).